# 6123 Aristoteles
6123 Aristoteles este o planetă minoră (asteroid), cu un diametru de 6,946 km, din centura de asteroizi. A fost descoperită pe 19 septembrie 1987 la Naționalna astronomiceska observatoria - Rojen⁠(d) de Eric Walter Elst și a fost numită după Aristotel. 
Obiectul prezintă o orbită caracterizată de o semiaxă mare de 2,3302059 UAi, o excentricitate de 0,06, o înclinație de 9,49557 ° în raport cu ecliptica.